# Roestes ogilviei
Roestes ogilviei es una especie de peces de la familia Cynodontidae en el orden de los Characiformes.

## Morfología
Los machos pueden llegar alcanzar los 18,7 cm de longitud total.
- Número de  vértebras: 37-40.[1][2]

## Hábitat
Es un pez de agua dulce y de clima tropical.

## Distribución geográfica
Se encuentran en Sudamérica:  cuenca del río Amazonas y ríos  Esequibo,  Branco y  Negro.